# Bernhard Adalbert Emil Koehne
Bernhard Adalbert Emil Koehne, född den 12 februari 1848 i Striegau i Preussen (nu Strzegom i Polen), död den 12 oktober 1918, var en tysk botaniker och dendrolog.
Koehne blev filosofie doktor i Berlin 1869 och erhöll professors titel 1891. Han utgav Deutsche Dendrologie (1893) med flera arbeten om vedväxter och exsickatverket Herbarium dendrologicum (1896–1905) samt var redaktör för Just's botanischer Jahresbericht 1883–1897 (1883–1886 tillsammans med Hermann Theodor Geyler).
Koehne var en ledande auktoritet inom fackelblomsväxter. 
Auktorsnamnet Koehne kan användas för Bernhard Adalbert Emil Koehne i samband med ett vetenskapligt namn inom botaniken; se Wikipediaartiklar som länkar till auktorsnamnet.